# جاکومو پاستورینو
جاکومو پاستورینو (انگلیسی: Giacomo Pastorino؛ زادهٔ ۷ ژوئن ۱۹۸۰) بازیکن واترپلو اهل ایتالیا است.